# Necker Island (îles Vierges britanniques)
Pour les articles homonymes, voir Necker Island.
Necker Island est une petite île privée des îles Vierges britanniques située juste au nord de Virgin Gorda. Elle est la propriété du milliardaire britannique Sir Richard Branson, fondateur et directeur de Virgin Group.
L'île tient son nom du capitaine néerlandais du XVIIe siècle Johannes de Neckere. L'île resta inhabitée jusqu'à la fin du XXe siècle. Don McCullin et Andrew Alexander y firent une expérience de survie en 1965.
L'île, comme un certain nombre d'autres îles vierges britanniques, fut mise en vente. Richard Branson fit une offre, mais celle-ci se révéla beaucoup trop faible. Elle fut achetée par Lord Cobham, qui, ayant besoin d'argent, la revendit quelques années plus tard à Richard Branson. Ce dernier put l'acquérir sous réserve de mettre l'île en valeur en y aménageant un complexe touristique dans les cinq ans. Cela lui prit environ 3 ans et 10 millions de dollars pour transformer l'île en un lieu de villégiature privée de grand luxe, l'île est donc présentée par Virgin Limited Edition. L'île peut ainsi accueillir 28 personnes et est louée 46 000 dollars à la journée.
En décembre 2007, Larry Page, le cofondateur de Google, y a célébré son mariage.
En 2020, Richard Branson met son île en garantie pour tenter de sauver de la faillite sa compagnie aérienne.

## Source
- (en) Cet article est partiellement ou en totalité issu de l’article de Wikipédia en anglais intitulé « Necker Island (British Virgin Islands) » (voir la liste des auteurs).

1. ↑  (en) « Virgin Islands: How do you like your paradise? », Telegraph,‎ 18 janvier 2001 (lire en ligne, consulté le 7 février 2017)
2. ↑  « Virgin Atlantic : pour sauver l'entreprise de la faillite, Richard Branson offre son île privée », sur Capital.fr, 22 avril 2020